# Кіт очеретяний
Кіт очеретяний, хаус (Felis chaus) — вид хижих ссавців родини котових. Цей середніх розмірів кіт із порівняно довгими ногами й коротким хвостом мешкає в Південній Азії, Південно-Східній Азії, на півдні Китаю та в долині річки Нілу (Єгипет). Вид має статус найменшого ризику у Червоному списку Міжнародного союзу охорони природи.Кіт очеретяний може жити і в місті, хоча це буває рідко. 
Вид був описаний 1776 р. німецьким природодослідником із Риги Йоганном Ґюльденштедтом. Німецький натураліст із Тюрингії Йоган Хрістіан Даніель фон Шребер дав кішці біноміальну назву, тому загально вважається, що саме він має біноміальну владу над видом. Наразі вирізняють 3 підвиди.
Очеретяна кішка важить 2–16 кг, її висота становить приблизно 36 см до плечей. Вона може бути пісочного, червонувато-коричневого чи сірого кольору, без плям чи смуг; трапляються меланісти та альбіноси. Линяння відбувається двічі на рік.
Очеретяні коти є денними тваринами, полюють упродовж дня. Поодинокі, з іншими представниками свого виду не вступають у зв'язок, за винятком сезону спаровування. Утримують за собою територію сечовипусканням та позначенням запаху. Є хижаками, живляться невеликими ссавцями (піщанкові, зайці та гризуни) та птахами. Полюють, переслідуючи свою жертву, після чого стрибають на неї та вбивають. Гострі вуха допомагають краще визначати місцеположення здобичі. Статеве дозрівання настає у віці до одного року; еструс відбувається у січні — березні. Поведінка спарювання подібна до поводження домашніх кішок. Вагітність триває близько двох місяців. Залежно від географічного положення, народжують кошенят у грудні або червні. Кошенята починають самостійно полювати в шість місяців та покидають свою матір у 8–9 місячному віці.
Очеретяний кіт оселяється у різних місцевостях. Віддає перевагу територіям з достатньою кількістю води та щільною рослинністю — болотам, водно-болотним угіддям і прибережним зонам. Ці тварини уникають тропічних лісів та рідколісся.

## Еволюція
Генетичні дослідження показали, що філогенетична лінія роду Felis відокремилася від лінії спільного предка 3.4 млн років тому; це ж число є відліком відділення виду F. chaus від інших видів роду.

## Таксономія та філогенія

### Філогенетичне дерево
У 2006 році філогенетичні зв'язки очеретяної кішки були описані так:
|  | Гепард (Acinonyx jubatus)                                                          |
|  |                                                                                    |
|  | \| \| Пума (P. concolor) \| \| \| \| \| \| Ягуарунді (P. yagouaroundi) \| \| \| \| |
|  |                                                                                    |
|  | Пума (P. concolor)                                                                 |
|  |                                                                                    |
|  | Ягуарунді (P. yagouaroundi)                                                        |
|  |                                                                                    |

|  | Пума (P. concolor)          |
|  |                             |
|  | Ягуарунді (P. yagouaroundi) |
|  |                             |

|  | Кіт лісовий європейський (F. silvestris silvestris) |
|  |                                                     |
|  | Кіт свійський (F. catus)                            |
|  |                                                     |

|  | Китайська кішка (F. bieti)          |
|  |                                     |
|  | Кіт степовий (F. silvestris lybica) |
|  |                                     |

|  | Кіт лісовий європейський (F. silvestris silvestris) |
|  |                                                     |
|  | Кіт свійський (F. catus)                            |
|  |                                                     |

|  | Китайська кішка (F. bieti)          |
|  |                                     |
|  | Кіт степовий (F. silvestris lybica) |
|  |                                     |

|  | Кіт лісовий європейський (F. silvestris silvestris) |
|  |                                                     |
|  | Кіт свійський (F. catus)                            |
|  |                                                     |

|  | Китайська кішка (F. bieti)          |
|  |                                     |
|  | Кіт степовий (F. silvestris lybica) |
|  |                                     |

|  | Кіт лісовий європейський (F. silvestris silvestris) |
|  |                                                     |
|  | Кіт свійський (F. catus)                            |
|  |                                                     |

|  | Китайська кішка (F. bieti)          |
|  |                                     |
|  | Кіт степовий (F. silvestris lybica) |
|  |                                     |

|  | Кіт лісовий європейський (F. silvestris silvestris) |
|  |                                                     |
|  | Кіт свійський (F. catus)                            |
|  |                                                     |

|  | Китайська кішка (F. bieti)          |
|  |                                     |
|  | Кіт степовий (F. silvestris lybica) |
|  |                                     |

|  | Кіт лісовий європейський (F. silvestris silvestris) |
|  |                                                     |
|  | Кіт свійський (F. catus)                            |
|  |                                                     |

|  | Китайська кішка (F. bieti)          |
|  |                                     |
|  | Кіт степовий (F. silvestris lybica) |
|  |                                     |

|  | Кіт лісовий європейський (F. silvestris silvestris) |
|  |                                                     |
|  | Кіт свійський (F. catus)                            |
|  |                                                     |

|  | Китайська кішка (F. bieti)          |
|  |                                     |
|  | Кіт степовий (F. silvestris lybica) |
|  |                                     |

|  | Кіт лісовий європейський (F. silvestris silvestris) |
|  |                                                     |
|  | Кіт свійський (F. catus)                            |
|  |                                                     |

|  | Китайська кішка (F. bieti)          |
|  |                                     |
|  | Кіт степовий (F. silvestris lybica) |
|  |                                     |

|  | Кіт лісовий європейський (F. silvestris silvestris) |
|  |                                                     |
|  | Кіт свійський (F. catus)                            |
|  |                                                     |

|  | Китайська кішка (F. bieti)          |
|  |                                     |
|  | Кіт степовий (F. silvestris lybica) |
|  |                                     |

|  | Кіт лісовий європейський (F. silvestris silvestris) |
|  |                                                     |
|  | Кіт свійський (F. catus)                            |
|  |                                                     |

|  | Китайська кішка (F. bieti)          |
|  |                                     |
|  | Кіт степовий (F. silvestris lybica) |
|  |                                     |

|  | Кіт лісовий європейський (F. silvestris silvestris) |
|  |                                                     |
|  | Кіт свійський (F. catus)                            |
|  |                                                     |

|  | Китайська кішка (F. bieti)          |
|  |                                     |
|  | Кіт степовий (F. silvestris lybica) |
|  |                                     |

|  | Кіт лісовий європейський (F. silvestris silvestris) |
|  |                                                     |
|  | Кіт свійський (F. catus)                            |
|  |                                                     |

|  | Китайська кішка (F. bieti)          |
|  |                                     |
|  | Кіт степовий (F. silvestris lybica) |
|  |                                     |

|  | Кіт лісовий європейський (F. silvestris silvestris) |
|  |                                                     |
|  | Кіт свійський (F. catus)                            |
|  |                                                     |

|  | Китайська кішка (F. bieti)          |
|  |                                     |
|  | Кіт степовий (F. silvestris lybica) |
|  |                                     |

|  | Кіт лісовий європейський (F. silvestris silvestris) |
|  |                                                     |
|  | Кіт свійський (F. catus)                            |
|  |                                                     |

|  | Китайська кішка (F. bieti)          |
|  |                                     |
|  | Кіт степовий (F. silvestris lybica) |
|  |                                     |

|  | Кіт лісовий європейський (F. silvestris silvestris) |
|  |                                                     |
|  | Кіт свійський (F. catus)                            |
|  |                                                     |

|  | Китайська кішка (F. bieti)          |
|  |                                     |
|  | Кіт степовий (F. silvestris lybica) |
|  |                                     |

|  | Кіт лісовий європейський (F. silvestris silvestris) |
|  |                                                     |
|  | Кіт свійський (F. catus)                            |
|  |                                                     |

|  | Китайська кішка (F. bieti)          |
|  |                                     |
|  | Кіт степовий (F. silvestris lybica) |
|  |                                     |

|  | Манул (Otocolobus manul)     |
|  |                              |
|  | Азійський кіт (Prionailurus) |
|  |                              |

|  | Кіт лісовий європейський (F. silvestris silvestris) |
|  |                                                     |
|  | Кіт свійський (F. catus)                            |
|  |                                                     |

|  | Китайська кішка (F. bieti)          |
|  |                                     |
|  | Кіт степовий (F. silvestris lybica) |
|  |                                     |

|  | Кіт лісовий європейський (F. silvestris silvestris) |
|  |                                                     |
|  | Кіт свійський (F. catus)                            |
|  |                                                     |

|  | Китайська кішка (F. bieti)          |
|  |                                     |
|  | Кіт степовий (F. silvestris lybica) |
|  |                                     |

|  | Кіт лісовий європейський (F. silvestris silvestris) |
|  |                                                     |
|  | Кіт свійський (F. catus)                            |
|  |                                                     |

|  | Китайська кішка (F. bieti)          |
|  |                                     |
|  | Кіт степовий (F. silvestris lybica) |
|  |                                     |

|  | Кіт лісовий європейський (F. silvestris silvestris) |
|  |                                                     |
|  | Кіт свійський (F. catus)                            |
|  |                                                     |

|  | Китайська кішка (F. bieti)          |
|  |                                     |
|  | Кіт степовий (F. silvestris lybica) |
|  |                                     |

|  | Кіт лісовий європейський (F. silvestris silvestris) |
|  |                                                     |
|  | Кіт свійський (F. catus)                            |
|  |                                                     |

|  | Китайська кішка (F. bieti)          |
|  |                                     |
|  | Кіт степовий (F. silvestris lybica) |
|  |                                     |

|  | Кіт лісовий європейський (F. silvestris silvestris) |
|  |                                                     |
|  | Кіт свійський (F. catus)                            |
|  |                                                     |

|  | Китайська кішка (F. bieti)          |
|  |                                     |
|  | Кіт степовий (F. silvestris lybica) |
|  |                                     |

|  | Кіт лісовий європейський (F. silvestris silvestris) |
|  |                                                     |
|  | Кіт свійський (F. catus)                            |
|  |                                                     |

|  | Китайська кішка (F. bieti)          |
|  |                                     |
|  | Кіт степовий (F. silvestris lybica) |
|  |                                     |

|  | Кіт лісовий європейський (F. silvestris silvestris) |
|  |                                                     |
|  | Кіт свійський (F. catus)                            |
|  |                                                     |

|  | Китайська кішка (F. bieti)          |
|  |                                     |
|  | Кіт степовий (F. silvestris lybica) |
|  |                                     |

|  | Кіт лісовий європейський (F. silvestris silvestris) |
|  |                                                     |
|  | Кіт свійський (F. catus)                            |
|  |                                                     |

|  | Китайська кішка (F. bieti)          |
|  |                                     |
|  | Кіт степовий (F. silvestris lybica) |
|  |                                     |

|  | Кіт лісовий європейський (F. silvestris silvestris) |
|  |                                                     |
|  | Кіт свійський (F. catus)                            |
|  |                                                     |

|  | Китайська кішка (F. bieti)          |
|  |                                     |
|  | Кіт степовий (F. silvestris lybica) |
|  |                                     |

|  | Кіт лісовий європейський (F. silvestris silvestris) |
|  |                                                     |
|  | Кіт свійський (F. catus)                            |
|  |                                                     |

|  | Китайська кішка (F. bieti)          |
|  |                                     |
|  | Кіт степовий (F. silvestris lybica) |
|  |                                     |

|  | Кіт лісовий європейський (F. silvestris silvestris) |
|  |                                                     |
|  | Кіт свійський (F. catus)                            |
|  |                                                     |

|  | Китайська кішка (F. bieti)          |
|  |                                     |
|  | Кіт степовий (F. silvestris lybica) |
|  |                                     |

|  | Кіт лісовий європейський (F. silvestris silvestris) |
|  |                                                     |
|  | Кіт свійський (F. catus)                            |
|  |                                                     |

|  | Китайська кішка (F. bieti)          |
|  |                                     |
|  | Кіт степовий (F. silvestris lybica) |
|  |                                     |

|  | Кіт лісовий європейський (F. silvestris silvestris) |
|  |                                                     |
|  | Кіт свійський (F. catus)                            |
|  |                                                     |

|  | Китайська кішка (F. bieti)          |
|  |                                     |
|  | Кіт степовий (F. silvestris lybica) |
|  |                                     |

|  | Кіт лісовий європейський (F. silvestris silvestris) |
|  |                                                     |
|  | Кіт свійський (F. catus)                            |
|  |                                                     |

|  | Китайська кішка (F. bieti)          |
|  |                                     |
|  | Кіт степовий (F. silvestris lybica) |
|  |                                     |

|  | Кіт лісовий європейський (F. silvestris silvestris) |
|  |                                                     |
|  | Кіт свійський (F. catus)                            |
|  |                                                     |

|  | Китайська кішка (F. bieti)          |
|  |                                     |
|  | Кіт степовий (F. silvestris lybica) |
|  |                                     |

|  | Манул (Otocolobus manul)     |
|  |                              |
|  | Азійський кіт (Prionailurus) |
|  |                              |

|  | Гепард (Acinonyx jubatus)                                                          |
|  |                                                                                    |
|  | \| \| Пума (P. concolor) \| \| \| \| \| \| Ягуарунді (P. yagouaroundi) \| \| \| \| |
|  |                                                                                    |
|  | Пума (P. concolor)                                                                 |
|  |                                                                                    |
|  | Ягуарунді (P. yagouaroundi)                                                        |
|  |                                                                                    |

|  | Пума (P. concolor)          |
|  |                             |
|  | Ягуарунді (P. yagouaroundi) |
|  |                             |

|  | Кіт лісовий європейський (F. silvestris silvestris) |
|  |                                                     |
|  | Кіт свійський (F. catus)                            |
|  |                                                     |

|  | Китайська кішка (F. bieti)          |
|  |                                     |
|  | Кіт степовий (F. silvestris lybica) |
|  |                                     |

|  | Кіт лісовий європейський (F. silvestris silvestris) |
|  |                                                     |
|  | Кіт свійський (F. catus)                            |
|  |                                                     |

|  | Китайська кішка (F. bieti)          |
|  |                                     |
|  | Кіт степовий (F. silvestris lybica) |
|  |                                     |

|  | Кіт лісовий європейський (F. silvestris silvestris) |
|  |                                                     |
|  | Кіт свійський (F. catus)                            |
|  |                                                     |

|  | Китайська кішка (F. bieti)          |
|  |                                     |
|  | Кіт степовий (F. silvestris lybica) |
|  |                                     |

|  | Кіт лісовий європейський (F. silvestris silvestris) |
|  |                                                     |
|  | Кіт свійський (F. catus)                            |
|  |                                                     |

|  | Китайська кішка (F. bieti)          |
|  |                                     |
|  | Кіт степовий (F. silvestris lybica) |
|  |                                     |

|  | Кіт лісовий європейський (F. silvestris silvestris) |
|  |                                                     |
|  | Кіт свійський (F. catus)                            |
|  |                                                     |

|  | Китайська кішка (F. bieti)          |
|  |                                     |
|  | Кіт степовий (F. silvestris lybica) |
|  |                                     |

|  | Кіт лісовий європейський (F. silvestris silvestris) |
|  |                                                     |
|  | Кіт свійський (F. catus)                            |
|  |                                                     |

|  | Китайська кішка (F. bieti)          |
|  |                                     |
|  | Кіт степовий (F. silvestris lybica) |
|  |                                     |

|  | Кіт лісовий європейський (F. silvestris silvestris) |
|  |                                                     |
|  | Кіт свійський (F. catus)                            |
|  |                                                     |

|  | Китайська кішка (F. bieti)          |
|  |                                     |
|  | Кіт степовий (F. silvestris lybica) |
|  |                                     |

|  | Кіт лісовий європейський (F. silvestris silvestris) |
|  |                                                     |
|  | Кіт свійський (F. catus)                            |
|  |                                                     |

|  | Китайська кішка (F. bieti)          |
|  |                                     |
|  | Кіт степовий (F. silvestris lybica) |
|  |                                     |

|  | Кіт лісовий європейський (F. silvestris silvestris) |
|  |                                                     |
|  | Кіт свійський (F. catus)                            |
|  |                                                     |

|  | Китайська кішка (F. bieti)          |
|  |                                     |
|  | Кіт степовий (F. silvestris lybica) |
|  |                                     |

|  | Кіт лісовий європейський (F. silvestris silvestris) |
|  |                                                     |
|  | Кіт свійський (F. catus)                            |
|  |                                                     |

|  | Китайська кішка (F. bieti)          |
|  |                                     |
|  | Кіт степовий (F. silvestris lybica) |
|  |                                     |

|  | Кіт лісовий європейський (F. silvestris silvestris) |
|  |                                                     |
|  | Кіт свійський (F. catus)                            |
|  |                                                     |

|  | Китайська кішка (F. bieti)          |
|  |                                     |
|  | Кіт степовий (F. silvestris lybica) |
|  |                                     |

|  | Кіт лісовий європейський (F. silvestris silvestris) |
|  |                                                     |
|  | Кіт свійський (F. catus)                            |
|  |                                                     |

|  | Китайська кішка (F. bieti)          |
|  |                                     |
|  | Кіт степовий (F. silvestris lybica) |
|  |                                     |

|  | Кіт лісовий європейський (F. silvestris silvestris) |
|  |                                                     |
|  | Кіт свійський (F. catus)                            |
|  |                                                     |

|  | Китайська кішка (F. bieti)          |
|  |                                     |
|  | Кіт степовий (F. silvestris lybica) |
|  |                                     |

|  | Кіт лісовий європейський (F. silvestris silvestris) |
|  |                                                     |
|  | Кіт свійський (F. catus)                            |
|  |                                                     |

|  | Китайська кішка (F. bieti)          |
|  |                                     |
|  | Кіт степовий (F. silvestris lybica) |
|  |                                     |

|  | Кіт лісовий європейський (F. silvestris silvestris) |
|  |                                                     |
|  | Кіт свійський (F. catus)                            |
|  |                                                     |

|  | Китайська кішка (F. bieti)          |
|  |                                     |
|  | Кіт степовий (F. silvestris lybica) |
|  |                                     |

|  | Кіт лісовий європейський (F. silvestris silvestris) |
|  |                                                     |
|  | Кіт свійський (F. catus)                            |
|  |                                                     |

|  | Китайська кішка (F. bieti)          |
|  |                                     |
|  | Кіт степовий (F. silvestris lybica) |
|  |                                     |

|  | Манул (Otocolobus manul)     |
|  |                              |
|  | Азійський кіт (Prionailurus) |
|  |                              |

|  | Кіт лісовий європейський (F. silvestris silvestris) |
|  |                                                     |
|  | Кіт свійський (F. catus)                            |
|  |                                                     |

|  | Китайська кішка (F. bieti)          |
|  |                                     |
|  | Кіт степовий (F. silvestris lybica) |
|  |                                     |

|  | Кіт лісовий європейський (F. silvestris silvestris) |
|  |                                                     |
|  | Кіт свійський (F. catus)                            |
|  |                                                     |

|  | Китайська кішка (F. bieti)          |
|  |                                     |
|  | Кіт степовий (F. silvestris lybica) |
|  |                                     |

|  | Кіт лісовий європейський (F. silvestris silvestris) |
|  |                                                     |
|  | Кіт свійський (F. catus)                            |
|  |                                                     |

|  | Китайська кішка (F. bieti)          |
|  |                                     |
|  | Кіт степовий (F. silvestris lybica) |
|  |                                     |

|  | Кіт лісовий європейський (F. silvestris silvestris) |
|  |                                                     |
|  | Кіт свійський (F. catus)                            |
|  |                                                     |

|  | Китайська кішка (F. bieti)          |
|  |                                     |
|  | Кіт степовий (F. silvestris lybica) |
|  |                                     |

|  | Кіт лісовий європейський (F. silvestris silvestris) |
|  |                                                     |
|  | Кіт свійський (F. catus)                            |
|  |                                                     |

|  | Китайська кішка (F. bieti)          |
|  |                                     |
|  | Кіт степовий (F. silvestris lybica) |
|  |                                     |

|  | Кіт лісовий європейський (F. silvestris silvestris) |
|  |                                                     |
|  | Кіт свійський (F. catus)                            |
|  |                                                     |

|  | Китайська кішка (F. bieti)          |
|  |                                     |
|  | Кіт степовий (F. silvestris lybica) |
|  |                                     |

|  | Кіт лісовий європейський (F. silvestris silvestris) |
|  |                                                     |
|  | Кіт свійський (F. catus)                            |
|  |                                                     |

|  | Китайська кішка (F. bieti)          |
|  |                                     |
|  | Кіт степовий (F. silvestris lybica) |
|  |                                     |

|  | Кіт лісовий європейський (F. silvestris silvestris) |
|  |                                                     |
|  | Кіт свійський (F. catus)                            |
|  |                                                     |

|  | Китайська кішка (F. bieti)          |
|  |                                     |
|  | Кіт степовий (F. silvestris lybica) |
|  |                                     |

|  | Кіт лісовий європейський (F. silvestris silvestris) |
|  |                                                     |
|  | Кіт свійський (F. catus)                            |
|  |                                                     |

|  | Китайська кішка (F. bieti)          |
|  |                                     |
|  | Кіт степовий (F. silvestris lybica) |
|  |                                     |

|  | Кіт лісовий європейський (F. silvestris silvestris) |
|  |                                                     |
|  | Кіт свійський (F. catus)                            |
|  |                                                     |

|  | Китайська кішка (F. bieti)          |
|  |                                     |
|  | Кіт степовий (F. silvestris lybica) |
|  |                                     |

|  | Кіт лісовий європейський (F. silvestris silvestris) |
|  |                                                     |
|  | Кіт свійський (F. catus)                            |
|  |                                                     |

|  | Китайська кішка (F. bieti)          |
|  |                                     |
|  | Кіт степовий (F. silvestris lybica) |
|  |                                     |

|  | Кіт лісовий європейський (F. silvestris silvestris) |
|  |                                                     |
|  | Кіт свійський (F. catus)                            |
|  |                                                     |

|  | Китайська кішка (F. bieti)          |
|  |                                     |
|  | Кіт степовий (F. silvestris lybica) |
|  |                                     |

|  | Кіт лісовий європейський (F. silvestris silvestris) |
|  |                                                     |
|  | Кіт свійський (F. catus)                            |
|  |                                                     |

|  | Китайська кішка (F. bieti)          |
|  |                                     |
|  | Кіт степовий (F. silvestris lybica) |
|  |                                     |

|  | Кіт лісовий європейський (F. silvestris silvestris) |
|  |                                                     |
|  | Кіт свійський (F. catus)                            |
|  |                                                     |

|  | Китайська кішка (F. bieti)          |
|  |                                     |
|  | Кіт степовий (F. silvestris lybica) |
|  |                                     |

|  | Кіт лісовий європейський (F. silvestris silvestris) |
|  |                                                     |
|  | Кіт свійський (F. catus)                            |
|  |                                                     |

|  | Китайська кішка (F. bieti)          |
|  |                                     |
|  | Кіт степовий (F. silvestris lybica) |
|  |                                     |

|  | Кіт лісовий європейський (F. silvestris silvestris) |
|  |                                                     |
|  | Кіт свійський (F. catus)                            |
|  |                                                     |

|  | Китайська кішка (F. bieti)          |
|  |                                     |
|  | Кіт степовий (F. silvestris lybica) |
|  |                                     |

|  | Манул (Otocolobus manul)     |
|  |                              |
|  | Азійський кіт (Prionailurus) |
|  |                              |

Очеретяна кішка є членом роду Кіт родини Котових.
Результат аналізів мітохондріальної ДНК серед 55 очеретяних котів із різних біогеографічних зон Індії вказують на високу спадкову мінливість і відносно низьке розмежування між популяціями. Вбачається, що центральноіндійська популяція F. c. kutas відділяє тарську популяцію F. c. prateri від усіх інших, так само як південноіндійська популяція F. c. kelaarti відділяє північноіндійську популяцію F. c. affinis. Популяції центральної Індії генетично ближчі до популяцій півдня Індії, ніж півночі.

### Таксономічна історія
Першим науковцем, який описав очеретяну кішку був балтійсько-німецький природознавець Йоганн Гюльденштедт. Він описав кішку в 1776 році, під час своїх подорожей 1768–1775 років південним кордоном Російської імперії. Перша назва, яку він дав цьому виду була «хаус» (chaus).
У 1778 році німецький натураліст Йоган Хрістіан Даніель фон Шребер використав слово "chaus" у назві виду, внаслідок чого за Шребером була залишена біноміальна влада. У 1912 році німецький зоолог Пауль Мачі та в 1920 році американський зоолог та орнітолог Джоель Асаф Ален оскаржили дійсність термінології Гюльденштедта, провівши полеміку щодо того, що назва Felis auriculis apice nigro barbatis не є біноміальною й, отже є невідповідною; також вони засвідчили, що слово "chaus" використовувалося скоріше як звичайна назва, а не наукова.
В 1820-х роках німецький натураліст Едуард Рюпель впіймав самицю очеретяної кішки біля озера Манзала, у дельті річки Ніл. До колекції індійської дикої природи британського натураліста Томаса Гардвіка увійшли перші ілюстрації індійського очеретяного кота, якого в 1830 році британський зоолог Джон Едвард Грей прозвав «союзною кішкою» (Felis affinis).
У 1932 році німецький зоолог Йоганн Фрідріх фон Брандт вказав на відмінність єгипетського очеретяного кота та дав йому назву Felis rüppelii. Того ж року опудало кота, якого впіймали в джунглях району Мідініпур у штаті Західний Бенгал (Індія), було представлено на зустрічі Азійського товариства Бенгалії. Джей Пірсон, який пожертвував зразок, запропонував назву Felis kutas, та наголосив про колірну відмінність від Felis chaus. В 1844 році французький зоолог Ісідор Жоффруа Сент-Ілер описав очеретяну кішку із країв Деградун на півночі Індії; він дав їй ім'я Felis jacquemontii на честь французького ботаніка та геолога Віктора Жакмона.
У 1836 році британський етнолог та натураліст Браян Хоутон Ходжсон проголосив червоновуху кішку, що часто зустрічалася в Непалі, видом рисі та дав їй назву Lynchus erythrotus. В 1852 році першу котячу шкуру зі Шрі-Ланки описав німецько-нідерландський натураліст Едвард Фредерік Келарт, та наголосив на її схожість із червоною кішкою Ходжсона. Британський геолог та натураліст Вільям Томас Бланфорд вказав на подібність до рисі котячих шкур та черепів з рівнин навколо Яркенд та Кашгар (Китай), коли він описував Felis shawiana у 1876 році.
У 1858 році натураліст та мандрівник з Російської імперії, Микола Олексійович Сєверцов, запропонував видову наукову назву Catolynx. У 1859 році австрійський зоолог Леопольд Фітцінгер запропонував Chaus catolynx як наукову назву й «болотяна рись» як загальну. У 1898 році британський зоолог Вільям Едвард де Вінтон висунув пропозицію підпорядкувати екземпляри із Кавказу, Персії та Туркестану до Felis chaus typica, та перевести більш фізіологічно компактний вид з індійського субконтиненту до F. c. affinis. Він перейменував єгипетську очеретяну кішку на F. c. nilotica, оскільки назва Felis rüppelii вже була використана для виду іншого кота. У 1864 році шкура, яка була виявлена біля Єрихону дала підстави де Вінтону вивести новий вид, який він назвав F. c. furax, оскільки шкура була менших розмірів ніж шкури інших єгипетський очеретяних котів.
Через декілька років німецький зоолог Альфред Нерінг описав шкуру очеретяного кота, знайденої в Палестині, яку він назвав Lynx chrysomelanotis. У 1917 році британський зоолог Реджинальд Інес Покок провів ревізію переліку котячих та категоризував очеретяну кішку у групу частини роду Кіт. В 1930-х роках Покок розглянув шкури та черепи очеретяних котів із Британської Індії та сусідніх країн. Базуючись на різницях між довжиною та кольорами хутра, він підпорядкував види від Туркестану до Белуджистану у F. c. chaus, гімалайських кішок у вид F. c. affinis, кішок від Качу до Бенгалії — під F. c. kutas, а коричнево-жовтуватих з Бурми під F. c. fulvidina. На той час він створив із шести більших шкур із Сінду новий вид F. c. prateri, а зі шкур із коротшим хутром зі Шрі-Ланки та півдня Індії — вид F. c. kelaarti.

### Підвиди

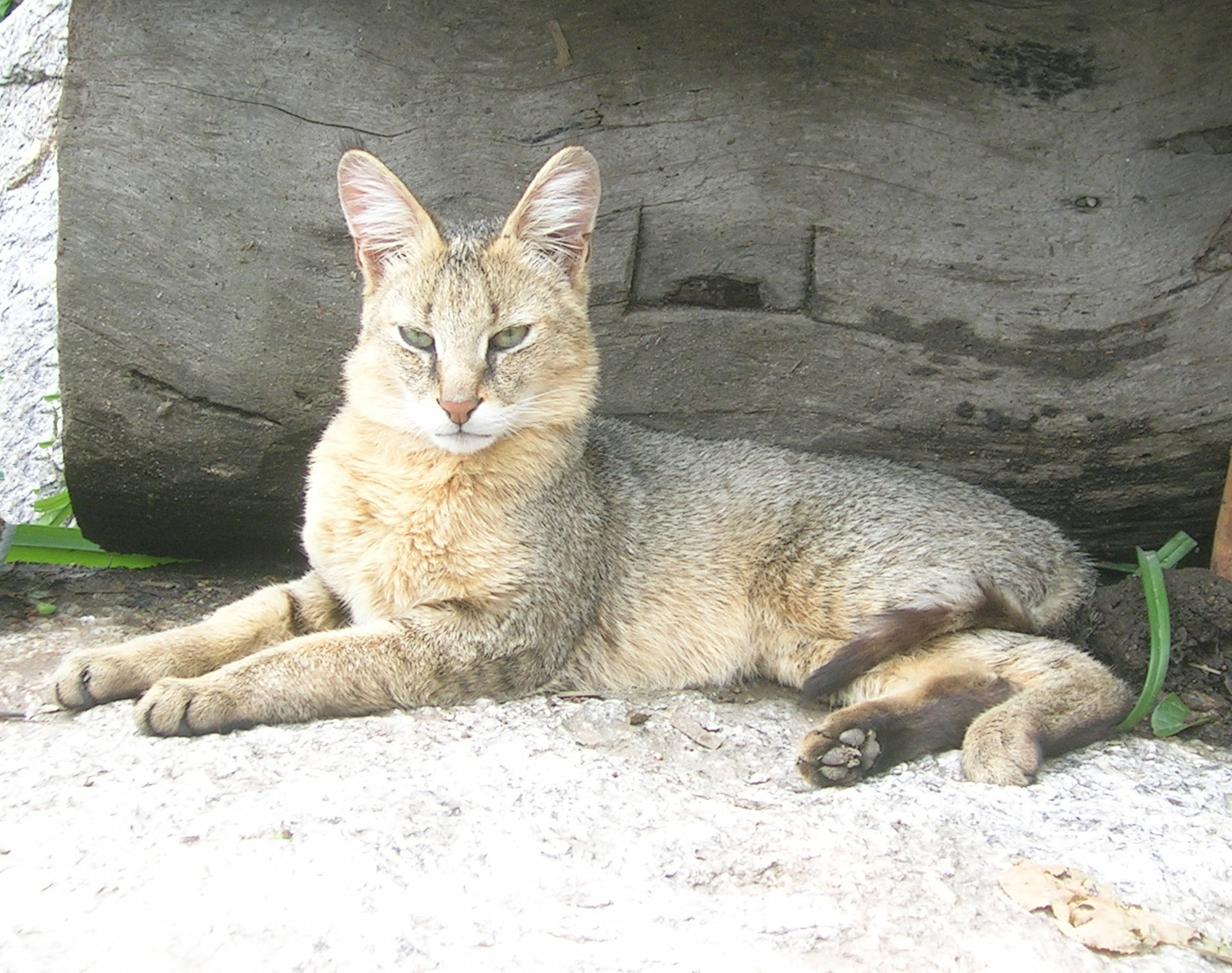
Представник підвиду F. c. affinis

У 2005 автори третього видання Видів ссавців світу, Дон Вілсон та ДіЕнн Рідер, виділили 10 підвидів очеретяного кота:
- Felis chaus chaus Schreber, 1777: Іран, Пакистан, Афганістан, Центральна Азія
- Felis chaus affinis Gray, 1830: В'єтнам, Лаос, Камбоджа, Гімалаї
- Felis chaus fulvidina Thomas, 1929: Таїланд, Бірма
- Felis chaus furax de Winton, 1898: Сирія, Ірак
- Felis chaus kelaarti Pocock, 1939: Шрі-Ланка
- Felis chaus kutas Pearson, 1832: Східна Індія, Бангладеш
- Felis chaus maimanah Zukowsky, 1915: Північ Афганістану; передбачається, що поширений південніше Амудар'ї
- Felis chaus nilotica de Winton, 1898: Єгипет (Ніл)
- Felis chaus oxiana Heptner, 1969: Росія (регіон Кавказу)
- Felis chaus prateri Pocock, 1939: Західна Індія

Після 2017 року міжнародна група спеціалістів котячих, яка входить у МСОП, вважає дійсними лише 3 підвиди очеретяного кота. Наразі географічна різноманітність цього виду не є ясною та потребує кращого дослідження.
Наступна таблиця базується на класифікації підвидів, надана Видами ссавців світу. Вона також показує синоніми, які були використані в ревізії «Цільової групи класифікації котів»:
| Підвид                      | Синонімічно з | Ареал |
| --------------------------- | --- | --- |
| F. c. chaus Шребер, 1777    | - F. c. furax де Вінтон, 1898 - F. c. nilotica де Вінтон, 1898 - F. c. maimanah Зуковськи, 1915 - F. c. oxiana Хепнер, 1969 | Кавказ, Туркменістан, Іран, Белуджистан і Яркенд, Східний Туркестан, Палестина, південь Сирії, Ірак, Єгипет; північ Афганістану та південь річки Амудар'я; вздовж правої притоки річки Амудар'я, у нижніх руслах річки Вахш, які прямують на схід до западини Гісарської долини та дещо за місто Душанбе. |
| F. c. affinis Грей, 1830    | - F. c. kutas Пірсон, 1832 - F. c. kelaarti Покок, 1939 - F. c. prateri Покок, 1939 - F. c. valbalala Дереніягала, 1955     | Південна Азія: Гімалайський регіон від Кашміру та Непалу до Сіккім, Бенгалія на захід до Кач та Юньнань, південь Індії та Шрі Ланка |
| F. c. fulvidina Томас, 1929 | | Південно-Східна Азія: від М'янми та Таїланду до Лаосу, Камбоджі та В'єтнам |

## Зовнішній вигляд

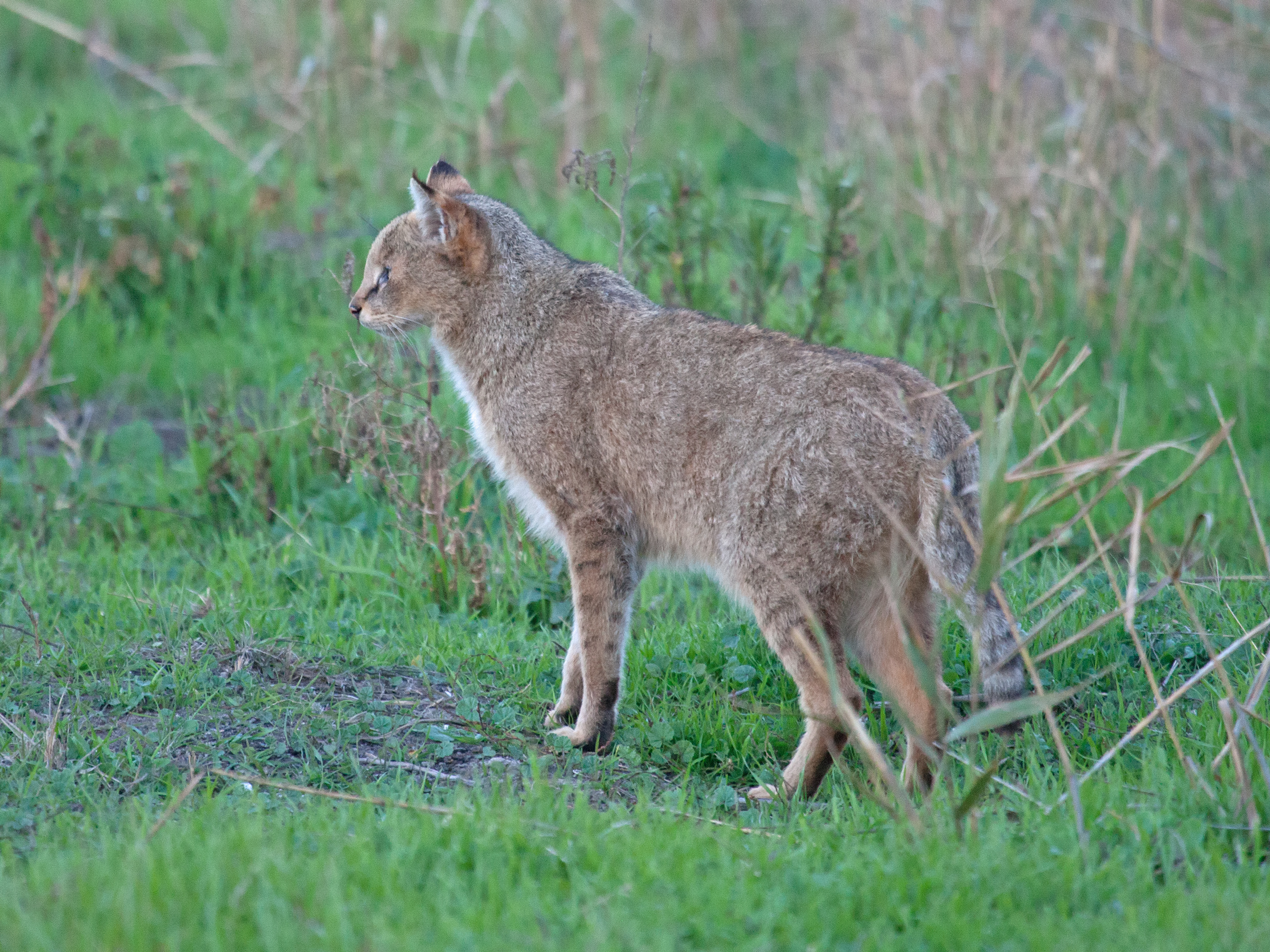
Очеретяна кішка збоку

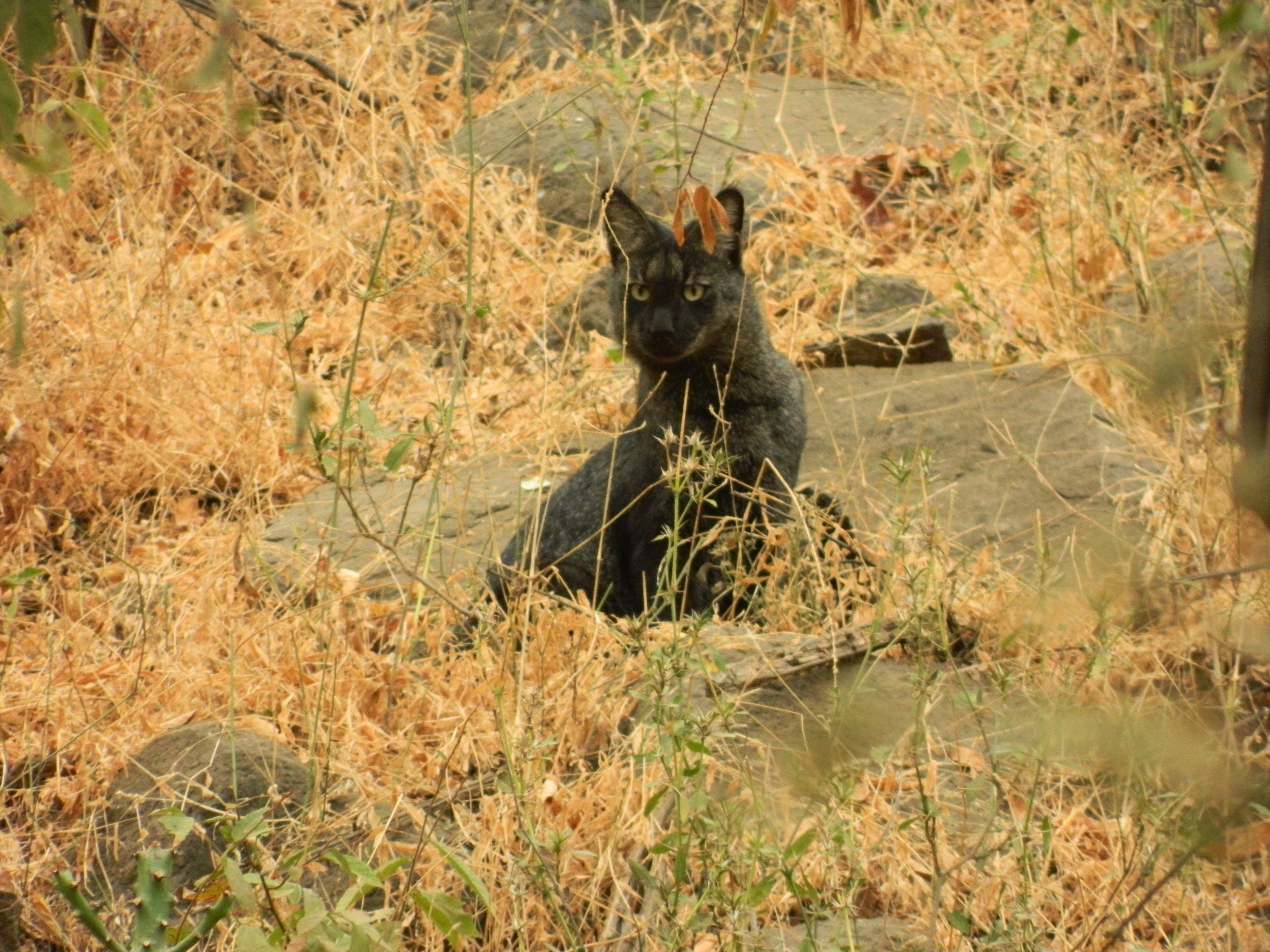
Меланіст підвиду Felis chaus prateri в національному парку штату Раджастхан, Індія

Очеретяний кіт більший за будь-кого з представників роду кіт; це велика тварина із довгими кінцівками. Голова й тіло довжиною 59–76 см, висота в плечах 36 см, вага коливається від 2 до 16 кг. Дослідження вказують на те, що розміри кішки зменшуються із західної (Ізраїль) до східної (Індія) частини ареалу проживання; це пов'язують із більшою конкуренцією з боку малих кішок на сході. Розміри тіла також зменшуються від північних широт і до тропіків. Довжина хвоста 21–36 см. Мають статеву диморфність: самиці дещо менші та легші за самців. Сліди від лап мають 5 і 6 см у довжину та ширину. За один крок кішка здатна оминути 29-32 см. Має чітку лінію хребта. Через свої довгі лапи, короткий хвіст та китиці на вухах, очеретяна кішка дещо нагадує невеличку рись. Мають найдовші лапи серед усіх представників свого біологічного роду.
Мордочка довга, вузька та білого чи дуже світлого кольорів. Вуха великі та гострі, 4,5-8 см у довжину; близько посаджені та ззаду мають червонувато-коричневе забарвлення. Мають невеликі пучки чорних волосків довжиною майже 15 мм на кінчиках обох вух. Очі мають жовту райдужну оболонку та еліптичні зіниці. Навколо очей можна побачити білі лінії. З кутів очей до боків носа йдуть чорні лінії. Череп доволі широкий у районах виличних дуг, через що голова кішки виглядає відносно круглою.
Загальне забарвлення рівномірне та варіює від піщано- або жовтувато-сірого до сірувато-коричневого або буро-червоного. Як правило, без виразного маркування на тілі. Кішки меланісти та альбіноси були виявлені на індійському субконтиненті. Білі коти без червоних очей іноді трапляються в районах гір Західні Гати. У 2014 році було запропоновано, що їхнє забарвлення може бути наслідком родинного спаровування.
Кошенята смугасті та плямисті; іноді ці риси злегка залишаються у дорослому віці. Волосинки хутра мають чорні наконечники, що надає кішці крапчастого забарвлення. Живіт зазвичай світліший за інші частини тіла; шия більш бліда. Хутро більш щільне на спині. На рік може відбуватися два періоди линяння. Влітку хутро грубіше та тонше, ніж взимку. Передні лапи мають 4–5 кілець на внутрішніх частинах лап; зовнішні кільця майже непомітні. Хвіст має чорний кінчик та кілька темних кілець.

## Розповсюдження

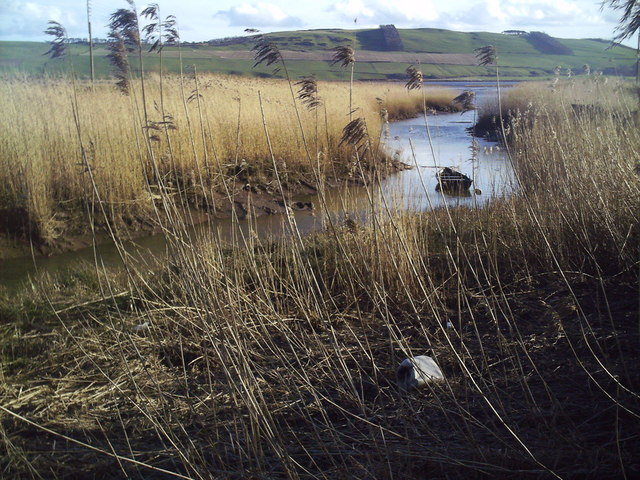
Очерет є популярним місцем проживання для очеретяного кота

Вид поширений на широкій смузі від Передньої й Малої Азії, Закавказзя, Середньої Азії до Індостану, Індокитаю і Південно-Західного Китаю, а також Шрі-Ланки. У 2005 році у виданні Duckworth et al. було показано декілька нещодавніх реєстрацій цього кота з Лаосу, Камбоджі та В'єтнаму. Очеретяний кіт є найбільш поширеною малою дикою кішкою на території Індії. Хоча проживання очеретяного кота на півдні від перешийка Кра на півострові Малакка вважалося малодостовірним, у 2010 році почали з'являтися повідомлення про спостереження цієї тварини в дуже фрагментованих лісах малайзійського штату Селангор.
Очеретяний кіт оселяється в різних місцевостях. Віддає перевагу територіям з достатньою кількістю води та щільною рослинністю, таким як болота, водно-болотні угіддя, прибережні зони, пасовища та чагарникові райони. Часто зустрічається біля сільськогосподарських угідь, таких як бобові та цукрові поля, та біля місць проживання людей. Оскільки очерет та висока трава є типовим середовищем проживання, кішка отримала свою назву «очеретяна» або «болотяна». Кіт виживає в середовищах із рідкою рослинністю, але не адаптується до територій із холодним кліматом, та є дуже рідкісним у районах, де випадає сніг. Але історичні записи вказують на знаходження кішки в передгір'ях Гімалаїв на висоті до 2400 м н.р.м.. Очеретяні кішки уникають тропічні ліси та рідколісся.
В Індокитаї очеретяна кішка переважно живе в листяних лісах, багатих на представників діптерокарпових. В Ірані кіт населяє різноманітні місцевості: від рівнин та сільськогосподарських угідь до гірських районів висотою від 45 до 4,178 м у принаймні 23 із 31 провінцій Ірану. У Туреччині кішку помічали у водно-болотяних угіддях поблизу Манавґат та в лагуні Акутан на південному узбережжі та біля озера Егридір.
Хоча очеретяний кіт ніколи не був повністю одомашнений, серед муміфікованих кішок Стародавнього Єгипту, які датуються до 3,700 до н.е. було знайдену невелику кількість цих тварин. Більша частина з них була домашніми кішками, що свідчить про можливість утримання очеретяного кота стародавніми єгиптянами для контролю популяцій гризунів.

## Екологія та спосіб життя

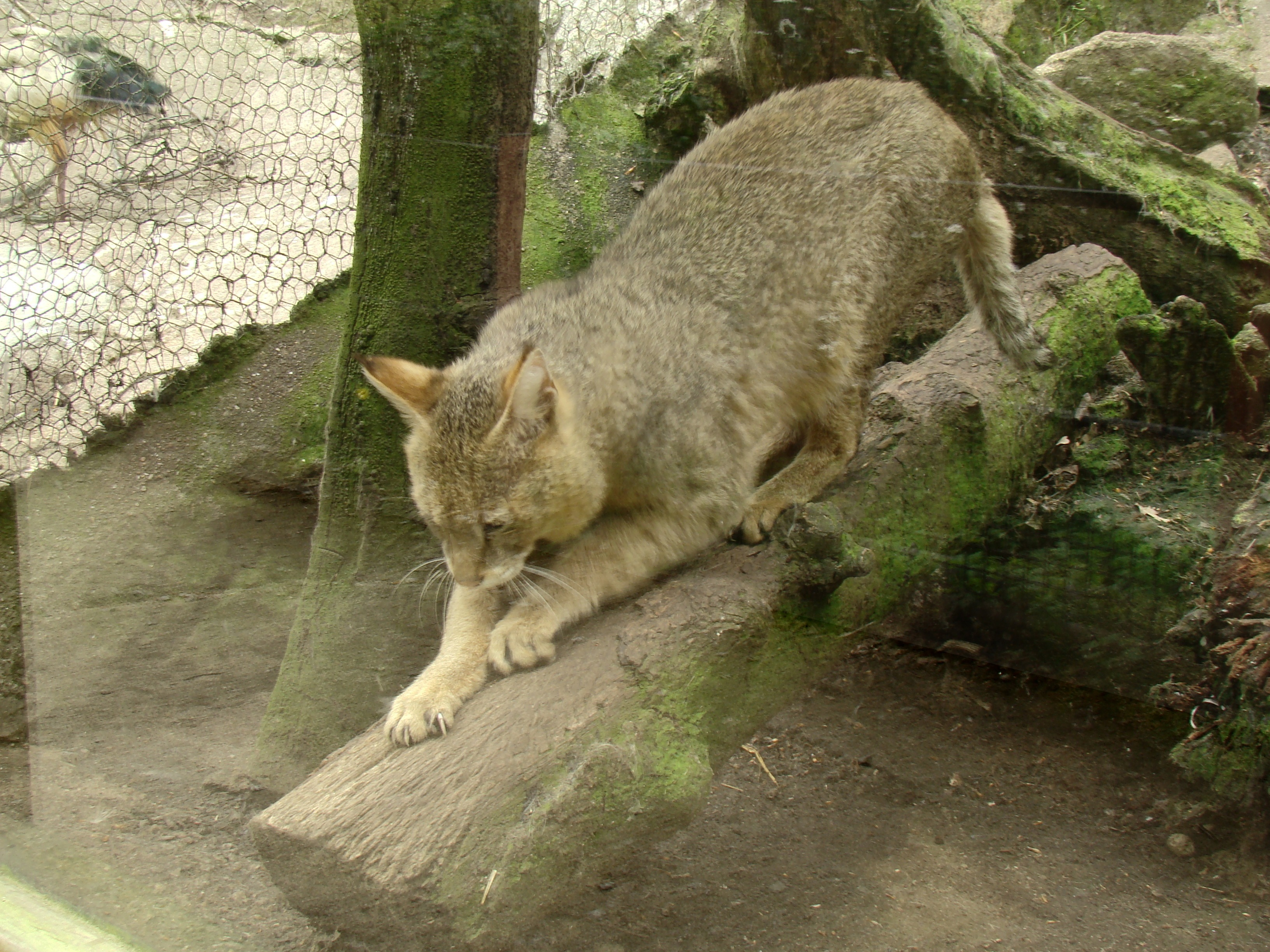
Очеретяний кіт у зоопарку

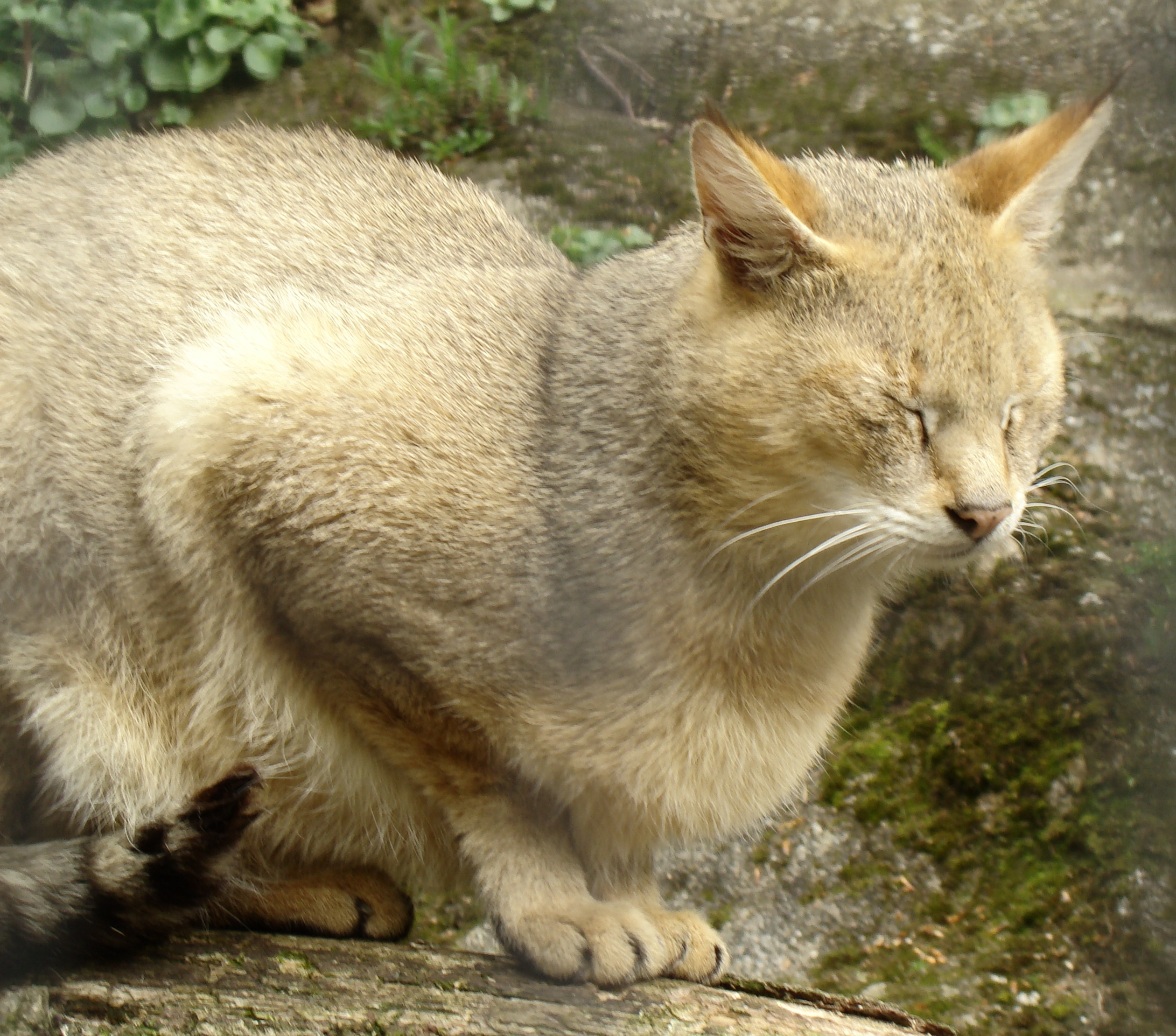
Очеретяна кішка в зоопарку

Очеретяний кіт веде переважно денний спосіб життя та полює впродовж світлової частини доби. Активність тварини зменшується під час полуденної спеки. Кішки відпочивають у норах, заростях трави та чагарниках. Зимою часто приймають сонячні ванни. Вночі проходять 3-6 км залежно від доступності здобичі. Поведінка очеретяного кота не є повністю вивченою. Це поодинокі звірі, які не зв'язуються з іншими представниками свого виду, за винятком сезонів спаровування. Єдиний тип стосунків є зв'язок матері і її кошенят. Утримують за собою територію сечовипусканням та позначенням її своїм запахом. Деякі самці труться мордочками об різні природні об'єкти задля мічення своєї території. Лаштують лігво в густій рослинності або в занедбаній норі борсуків, лисиць, їжатців.
Ворогами очеретяних котів є ведмеді, крокодили, шакали та змії. Шакали представляють найбільшу конкуренцію для цих кішок. Якщо кішка відчуває загрозу своєму життю, перед нападом вона завжди озвучує свою поведінку звуком, схожий на невелике ричання, що є нетиповим для всіх інших малих кішок. Муркотіння очеретяного кота дещо нижче за муркотіння домашнього кота. Часто переносять на собі паразитів, таких як кліщі Haemaphysalis та трематодів Heterophyes.

### Харчування

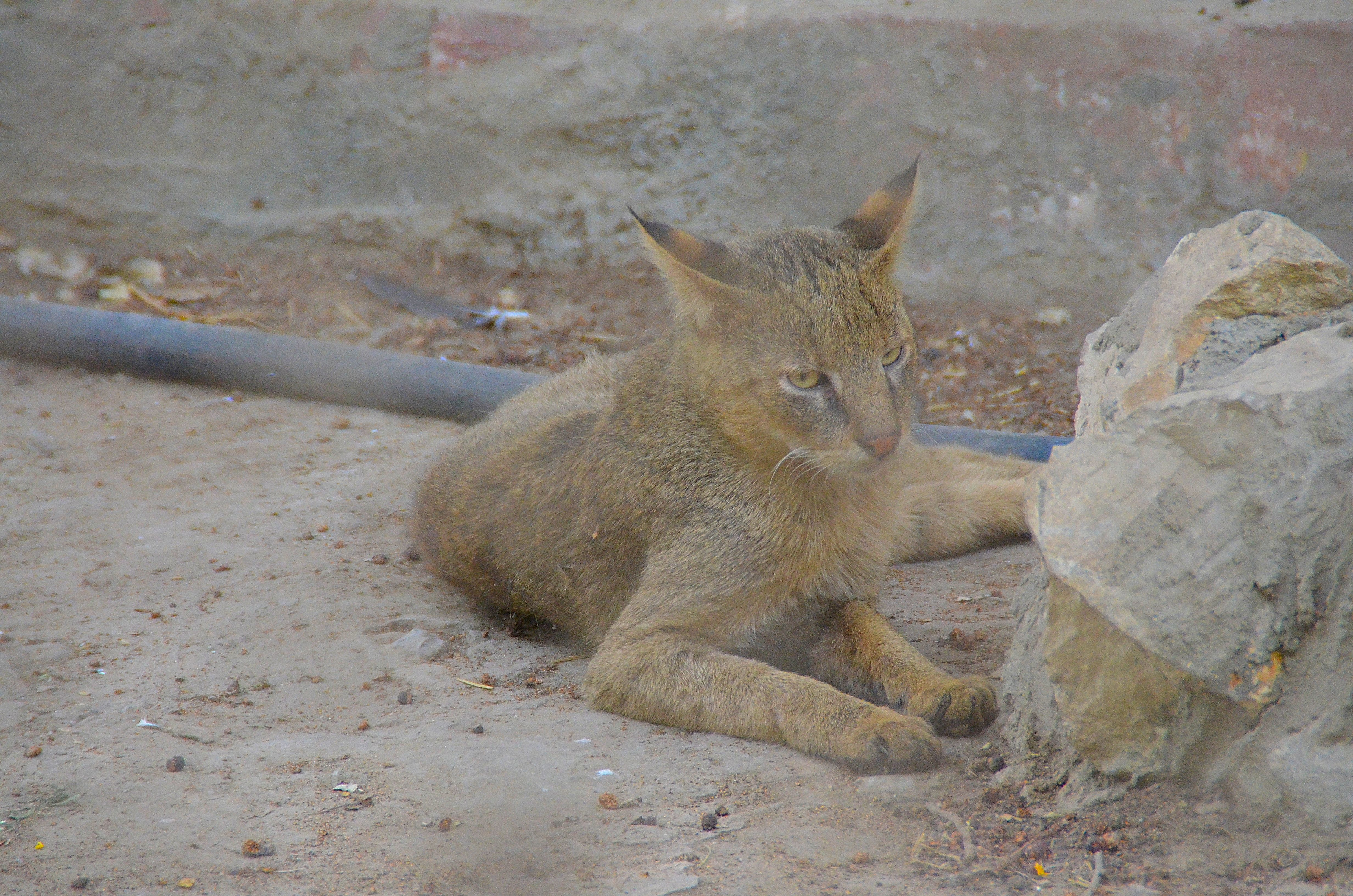
Felis chaus nilotica в зоопарку Гізи

В основному очеретяний кіт є хижаком. Полює, здебільшого, на невеликих ссавців, таких як піщанкові, зайці та гризуни. Також полює на сухопутних та водоплавних птахів (качка, лисуха), рибу, жаб, комах, черепах, ящірок та невеликих змій. Зазвичай здобич важить не більше ніж 1 кг, але іноді кішка може вполювати молоду газель. Незвичайна особливість очеретяного кота полягає в його періодичній всеїдності: тварина час від часу вживає фрукти, особливо взимку. У дослідженні, проведеному в Сарійському заповіднику тигра гризуни складали 95% їжі очеретяних котів, які мешкали на території заповіднику.
Очеретяний кіт полює на здобич, переслідуючи її, після чого стрибає на неї та втримує в лапах та зубах. Гострі вуха допомагають краще розшукувати потенційне місцеперебування здобичі. Спостереження виявляли, що кішка здатна вишукувати ондатр у їхніх норах. Як і каракали, очеретяна кішка виконує один-два високі стрибки у повітря, аби впіймати птахів. Також дуже добре лазить по деревах. Швидкість пересування досягає 32 км/год. Кішки гарно плавають та можуть пропливати до 1,5 км. Тварини здатні занурюватися під воду, полюючи на рибу.

### Розмноження

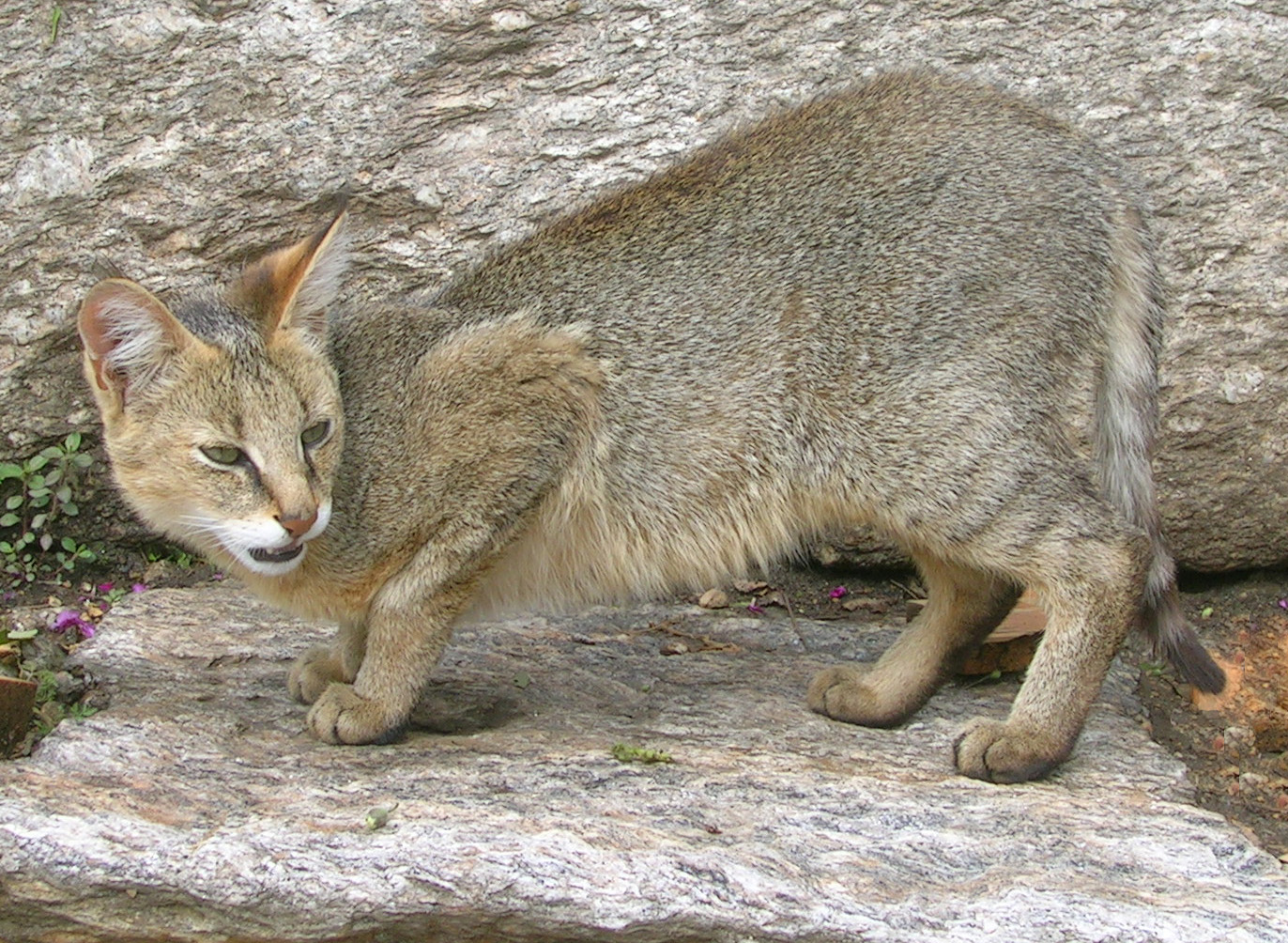
Очеретяний кіт зі штату Уттаракханд, Індія

Для представників обох статей статева зрілість настає у віці одного року. Еструс у самиць триває близько 5 днів, з січня по березень. У самців сперматогенез відбувається головним чином у лютому-березні. На півдні Туркменістану спарювання очеретяних котів відбувається з січня по ранній лютий. Сезон спарювання супроводжується гучними бійками самців за право домінування. Поведінка під час спарювання нагадує поведінку домашніх кішок. Під час залицяння очеретяні коти видають різні звуки та роблять флемен. Після успішного спарювання, самиця видає голосний крик та відвертається від партнера; після цього процес спарювання завершений.
Вагітність триває близько двох місяців. Залежно від географічного положення, кішки народжують кошенят у грудні або червні. Перед пологами, самиця підготовлює лігво в закинутій норі, дуплі дерева чи очеретяному руслі. Народжується від одного до п'яти кошенят, зазвичай два-три. За рік кішки можуть народжувати двічі. Новонароджені кошенята важать 43–55 г; у дикій природі значно менші, ніж народжені в неволі. Кошенята народжуються сліпими, очі відкривають на 10–13 добу. Після 3-місячного віку повністю відлучаються від сосків матері. У дикій природі самці не беруть участь у виховуванні своїх дитинчат, хоча в неволі проявляють батьківську опіку у вигляді захистку свого потомства. Кошенята починають самі собі ловити здобич у віці 6 місяців. У 8–9-місячному віці покидають свою матір. У неволі тривалість життя очеретяних кішок становить 15–20 років; ймовірно це більше, ніж тривалість життя в дикій природі.

## Гібриди
У деяких випадках очеретяний кіт схрещувався з домашнім котом (Felis catus). З відомих випадків такого схрещування це були дикі коти-самці й домашні кішки-самиці. Кошенята народжувалися сильними, незалежними та значно більшими за домашніх котів. Була виведена порода шаузі, яку зареєстрували у 1995 році при схрещуванні домашньої кішки з очеретяним котом.

## Загрози

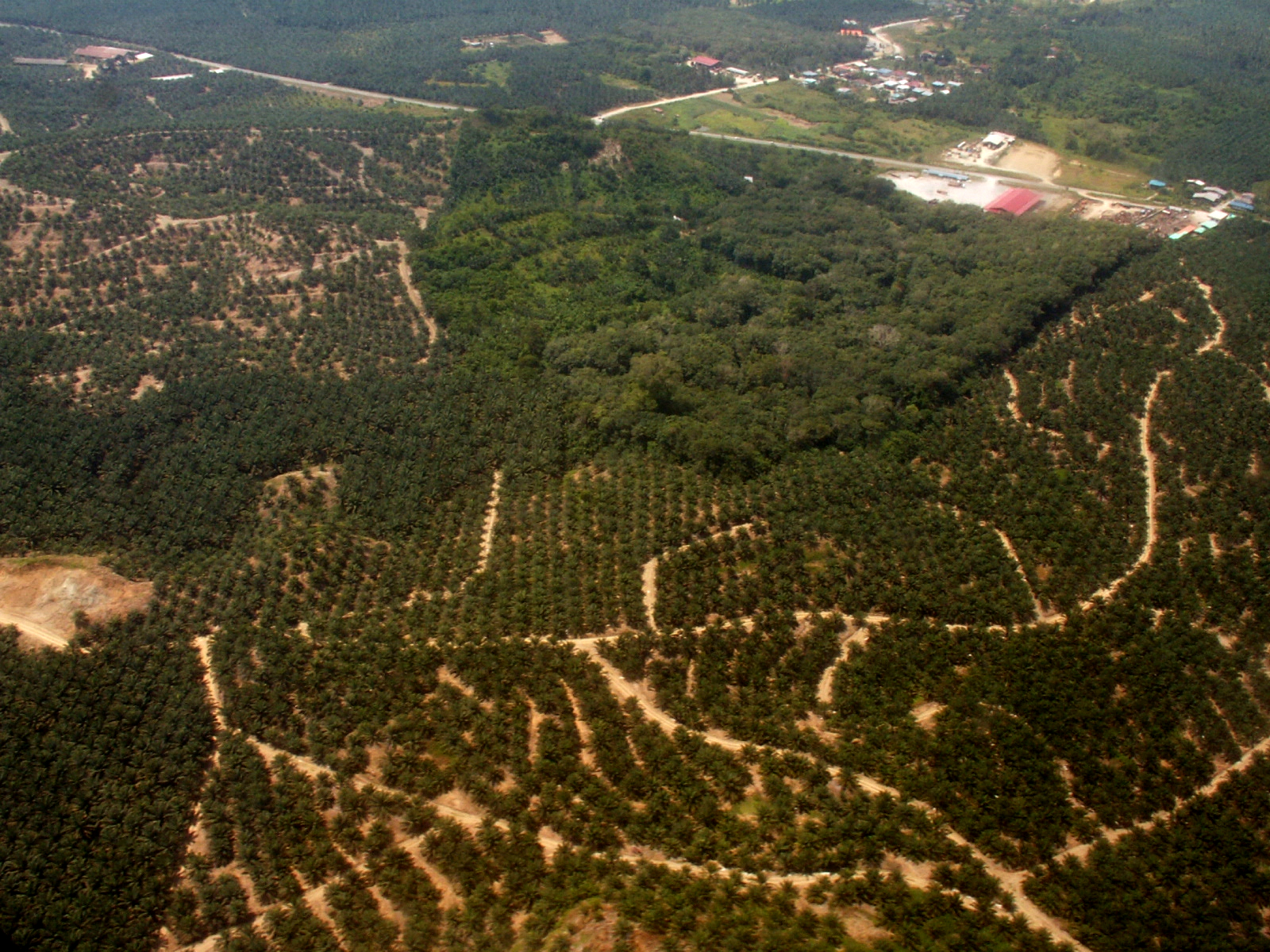
Меліорація є значною загрозою популяціям очеретяних кішок

Меліорація та руйнування природних водно-болотних угідь, які здійснюються у всьому діапазоні поширення очеретяного кота, але особливо в посушливих районах, як і раніше представляють основну загрозу для виду. Побудова дамб, екологічне забруднення, індустріалізація та урбанізація також представляють велику загрозу цим тваринам. Захоплення в полон і отруєння навколо сільськогосподарських і населених пунктів викликають скорочення популяцій у багатьох областях всього ареалу. Раніше Індія експортувала велику кількість шкур очеретяного кота (аж поки експорт був заборонений в 1979 році), але деяка незаконна торгівля продовжується там досі, як і в Єгипті й Афганістані. У Південно-Західній та Південно-Східній Азії вид вважається рідкісним і чисельність його знижується. У Туреччині та Ірані часто відбувається нелегальне полювання на очеретяних кішок.
З 1960-х років популяція кавказьких кішок, котрі проживали навколо Каспійського моря та в районах Кавказу стрімко знижується. Лише незначна кількість залишилася нині. З 1980-х років не було зареєстрованого жодного випадку спостереження цього виду на території Астраханського природного заповідника в дельті Волги. У Йорданії популяція гостро вражена через розширення агрокультурних районів навколо русел рік Ярмук та Йордан, де селяни полюють та труять кішок через їхні напади на сільськогосподарську птицю. Очеретяний кіт також є рідкісним в Афганістані.
В 1970-х роках південно-східний азійський очеретяний кіт був найбільш популярною дикою кішкою на територіях півночі Таїланду, котру помічали поблизу сіл та на землях природоохоронних заповідників. Проте після 1990-х років популяції стрімко зменшилися через полювання на них та винищування їхнього природного середовища проживання. Тепер у Таїланді статус очеретяного кота — «на межі зникнення». У Камбоджі, Лаосі та В'єтнамі на очеретяного кота широко полюють місцеві жителі. Їхні шкури інколи реєструють на кордонних базарах. Живі особини, яких виловили у М'янмі та Камбоджі на перепродаж у Таїланд, інколи опиняються в таїландських зоопарках Као Кіео та Чіангмай.

## Збереження та охорона
Вид має статус найменшого ризику в Червоному списку Міжнародного союзу охорони природи. Полювання на очеретяного кота заборонене в Бангладеш, Китаї, Індії, Ізраїлі, М'янмі, Пакистані, Таджикистані, Таїланді та Туреччині. Проте поза межами природоохоронних територій у Бутані, Грузії, Лаосі, Лівані, Непалі, Шрі-Ланці та В'єтнамі ці кішки не мають юридичного захисту. У 2009 році в Афганістані вид отримав правовий захист від полювання й торгівлі після розміщення в Списку охоронних видів країни.

## Цікаві факти
«Очеретяний кіт» — назва фолк-рок гурту з Вінниці.

## Галерея

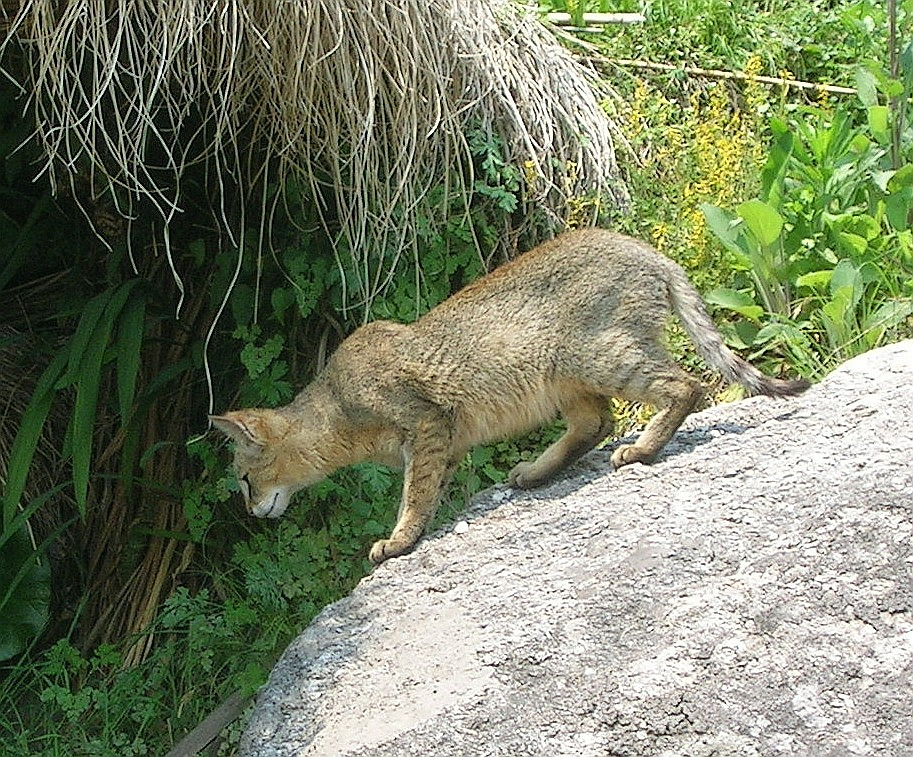
Очеретяний кіт, Уттаракханд, Індія
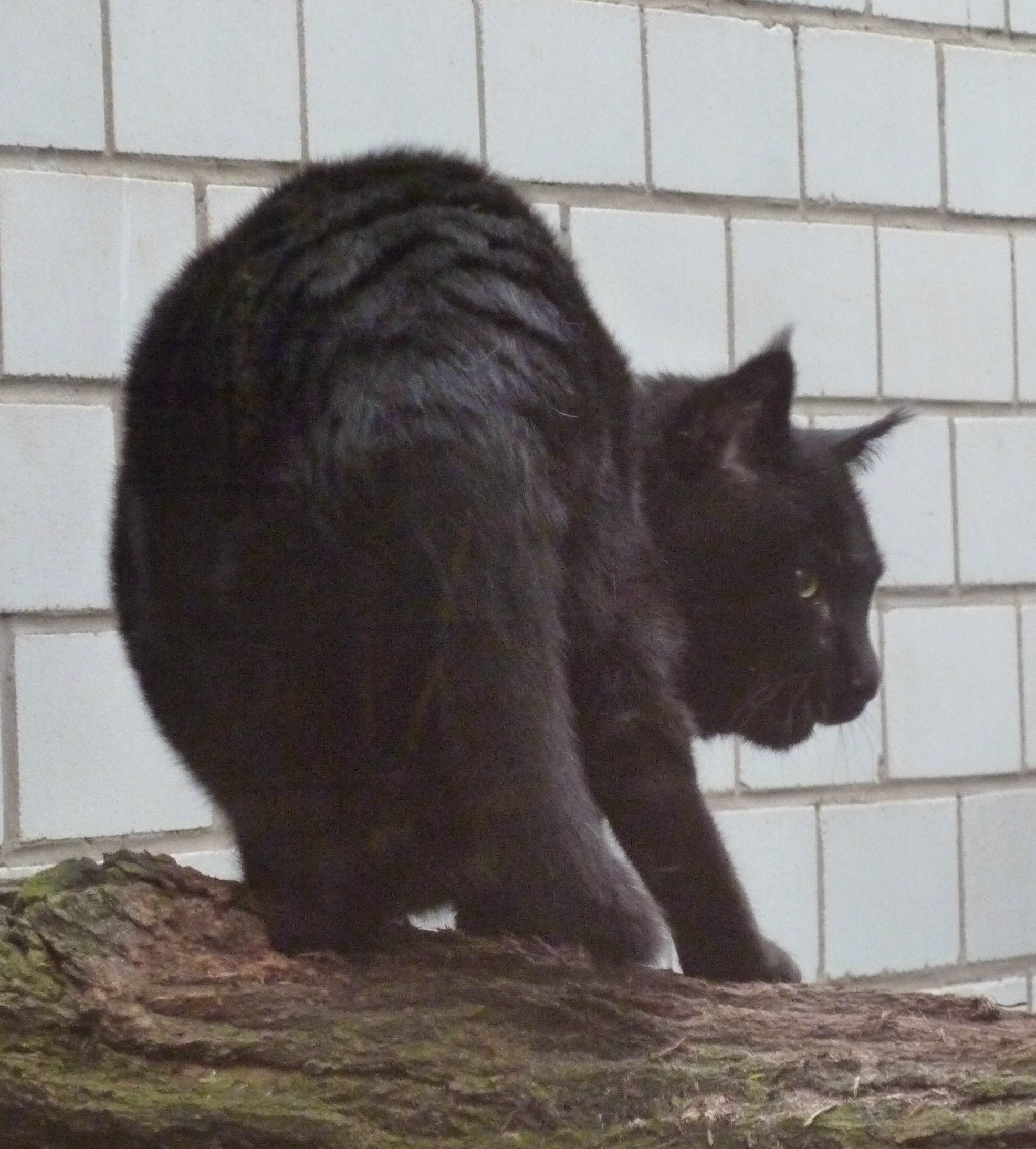
Очеретяний кіт-меланіст, зоопарк у Хайдельбергу
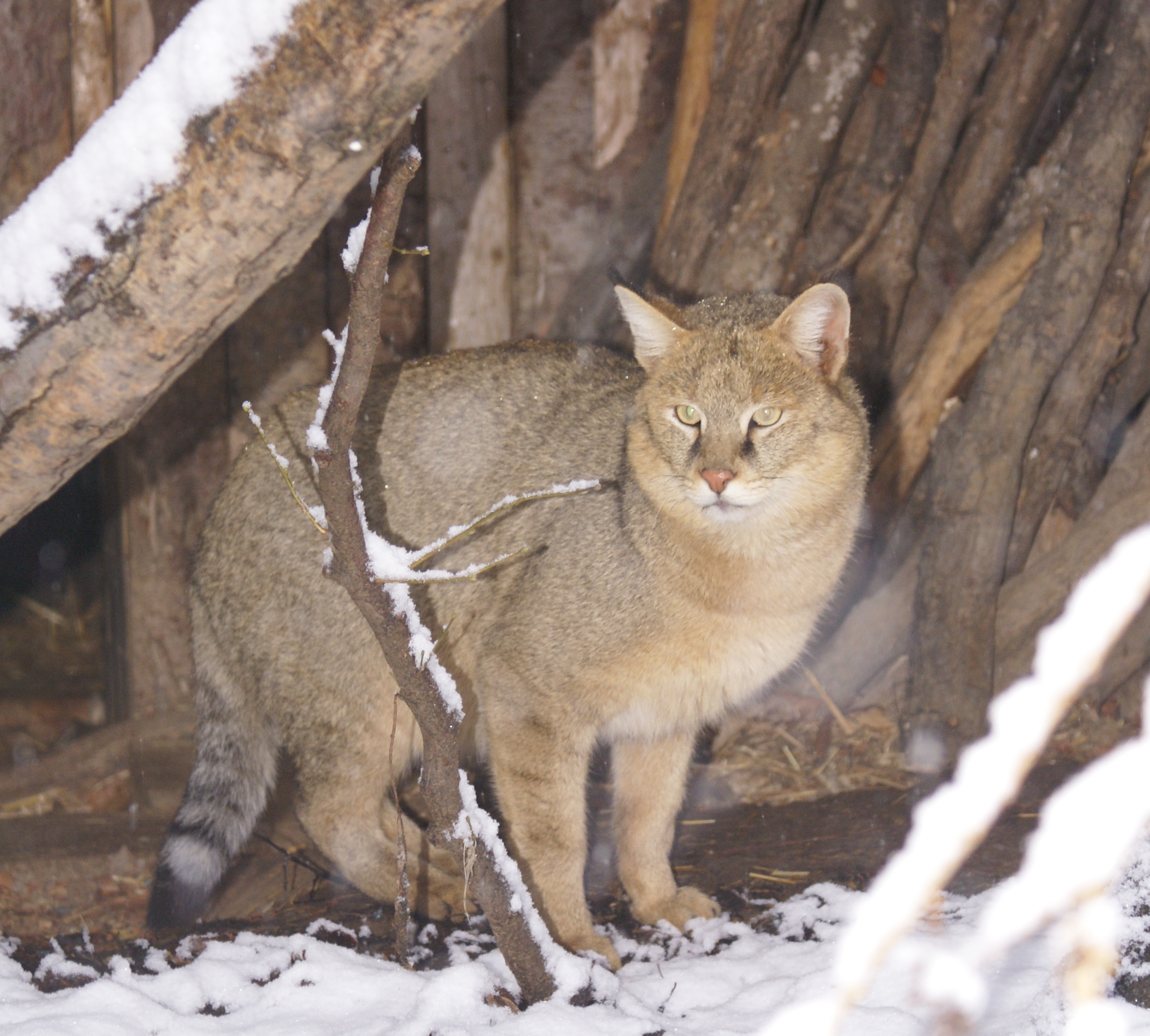
Очеретяний кіт у зоопарку м. Софія
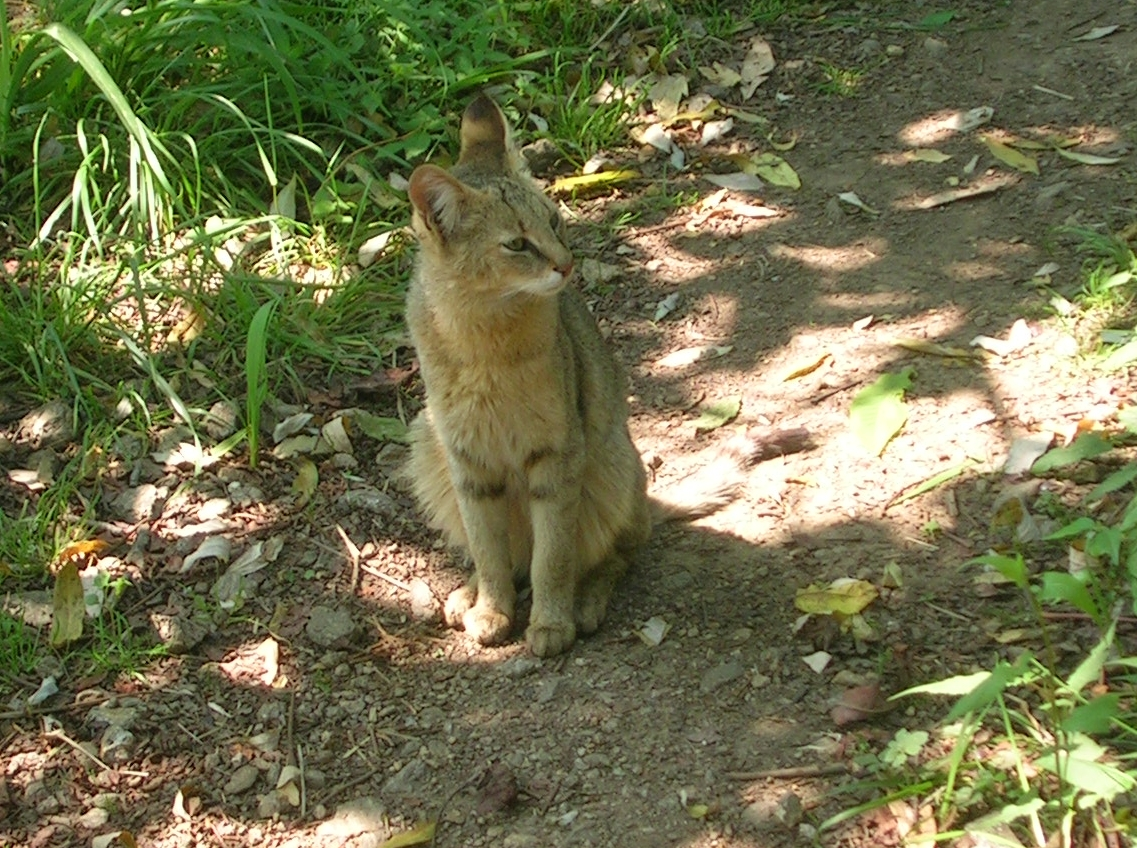
Сидячий очеретяний кіт в Індії
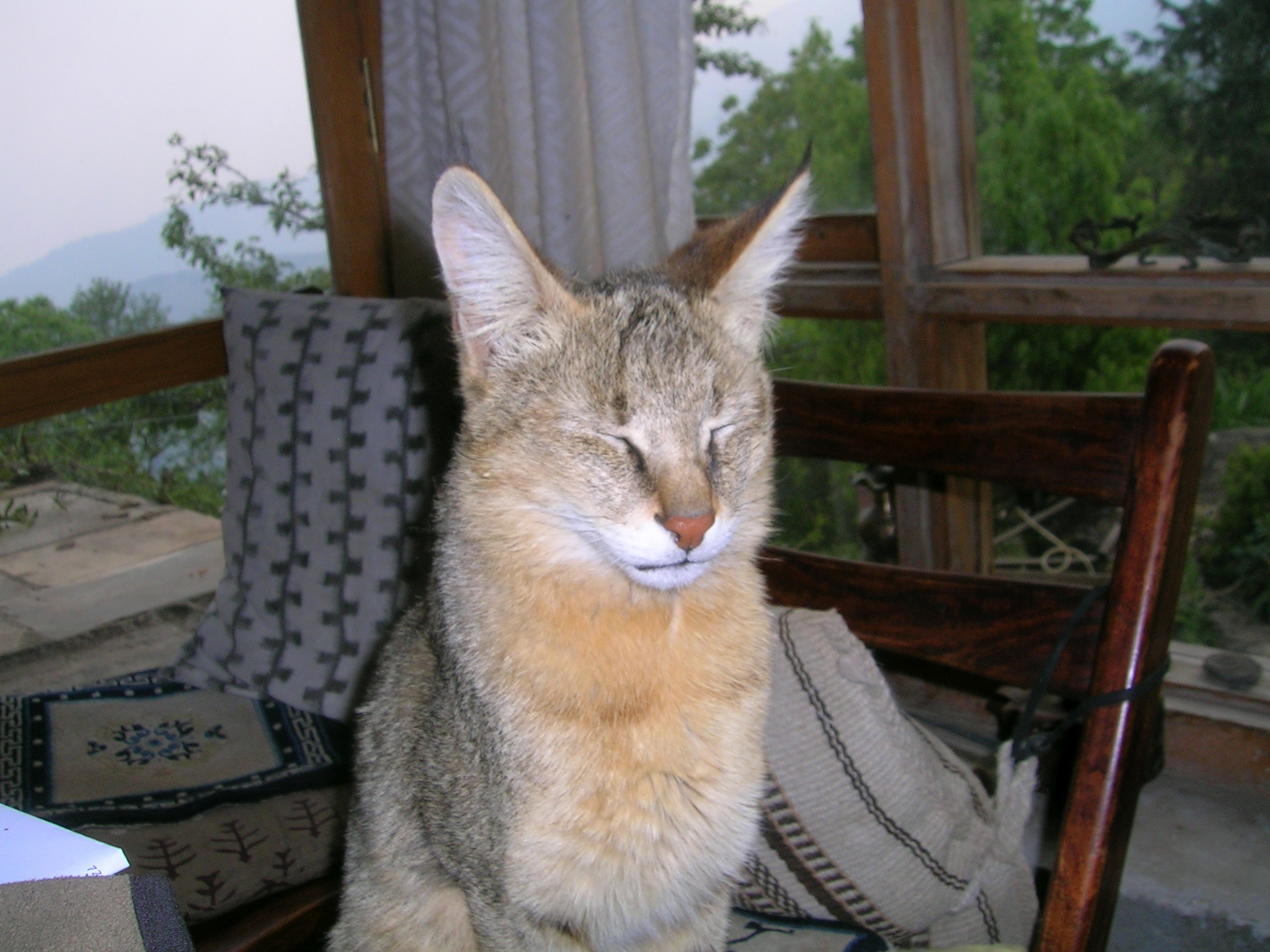
Напіводомашнений кіт із Пітхораґарху, Індія
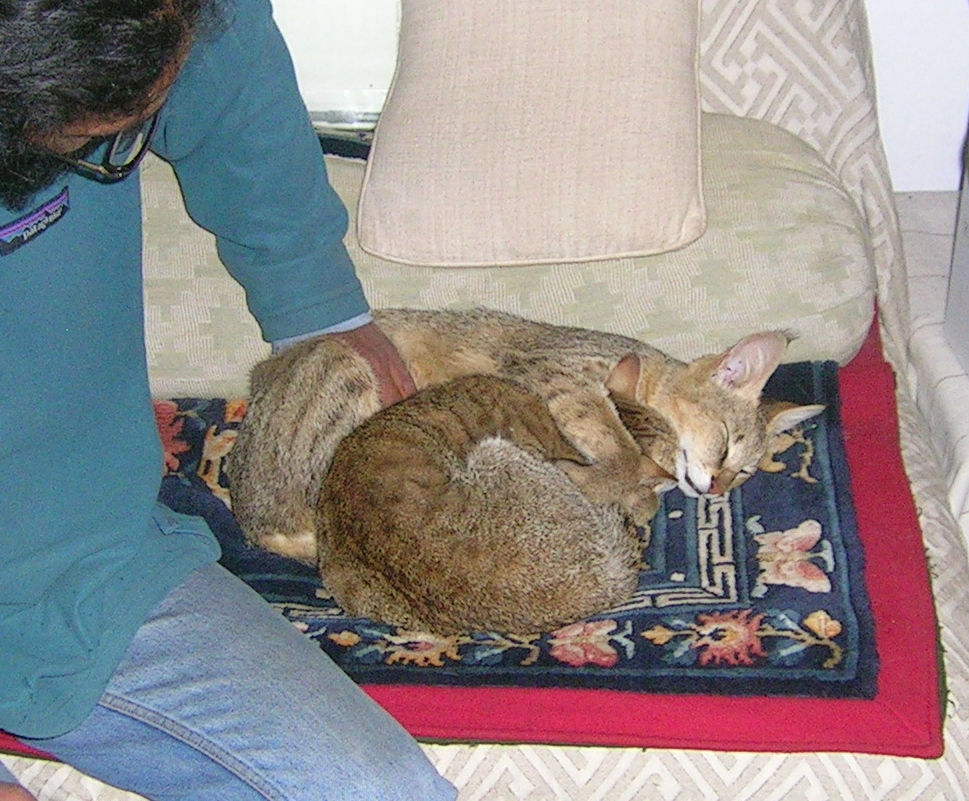
Очеретяний кіт із названою мамою домашньою кішкою